# All My Love
All My Love är en låt av Led Zeppelin på albumet In Through the Out Door från 1979. Låten är skriven av Robert Plant och John Paul Jones. Denna låt och South Bound Saurez (från samma skiva) är de enda låtarna i Led Zeppelins låtkatalog där Jimmy Page inte står som låtskrivare. Robert Plant skrev låten som en hyllning till sin 5-årige son, Karac, som dog 1977 av en maginfektion.